# Samos (Galiza)
Samos é um município da comarca de Sarria, província de Lugo, comunidade autónoma da Galiza, Espanha. Tem 136,7 de área e em 2021 tinha 1 222 habitantes (densidade: 8,9 hab./km²). É a terra natal do assassino do século XIX Diogo Alves.

## Patrimônio edificado
- Mosteiro de São Julião de Samos
- Casa Forte de Lusío

## Paróquias
- Castroncán (Santa Marta)
- Estraxiz (Santiago)
- Formigueiros (Santiago)
- Freixo (San Silvestre)
- Frollais (San Miguel)
- Gundriz (Santo André)
- Loureiro (Santa María)
- Lousada (San Martiño)
- Montán (Santa María)
- Pascais (Santalla)
- Reiriz (Santo Estevo)
- Renche (Santiago)
- Romelle (San Martiño)
- Samos (Santa Xertrude)
- San Cristovo de Lóuzara (San Cristovo),
- San Cristovo do Real (San Cristovo)
- San Mamede do Couto (San Mamede)
- San Martiño do Real (San Martiño)
- San Xil de Carballo (San Xil)
- San Xoán de Lóuzara (San Xoán)
- Santalla (San Xosé)
- Suñide (Santa María)
- Teibilide (San Xulián)
- Zoó (Santiago)